# Volksblatt für Stadt und Land (Österreich)
Die Zeitung Volksblatt für Stadt und Land erschien anfangs als Probenummer von 3. Juli bis 31. Juli 1870, dann von 2. August 1870 bis 31. Oktober 1871. 
Zunächst betrug das Format 29 × 20 cm. Ab 2. August 1870 wurde die Morgenausgabe in einem Format von 41 × 26,5 cm und die Abendausgabe in einem Format von 29 × 20 cm herausgegeben. Ab der 2. Ausgabe 1871 wurden beide Ausgaben im Format der Morgenausgabe gedruckt. Die Erscheinungsweise war anfangs zweimal täglich als Morgen- und Abendausgabe, sonntags nur Einmal. Von 1. Dezember 1870 bis 31. Oktober 1871 erschien die Zeitung täglich außer montags, zuletzt täglich außer nach Sonn- und Feiertagen. 
Im Impressum wird Fr. Schuh als Eigentümer und Herausgeber genannt. Der Druck erfolgte 1870 in der Mechitharisten Buchdruckerei, dann bei Franz Eipeldauer und schließlich bei „Schnellpressendruck von Franz Eipeldauer & Comp“. Als Redakteur ist bis 31. August 1870 W. Hegna und bis 31. Oktober 1871 Stefan Worell nachweisbar. 
Als Beilage wurde die „Wochenschau über die wichtigsten Vorfälle im In- und Ausland auf politischem, sozialem und geschäftlichen Gebiete“ herausgegeben.
Fortgesetzt wurde die Zeitung unter dem Titel „Volksblatt für Stadt und Land. Einmalige Ausgabe“. Diese erschien von 3. November 1871 bis 28. Dezember 1871 und von 4. Jänner 1872 bis 8. Mai 1933. 
Die Dreimalige Ausgabe ging aus der Einmaligen Ausgabe des Volksblattes für Stadt und Land hervor. Als Beilage zur Dreimaligen Ausgabe erschien Belehrendes und Unterhaltendes von 1887 bis 1916. Die Dreimalige Ausgabe wurde unter dem Titel Die Neue Zeitung und die Einmalige Ausgabe unter dem Titel Wiener Woche fortgesetzt. 

## Format und Erscheinungsweise
- 1870/1871: 29 × 20 cm
- ab 2. August 1870: 41 × 26,5 cm (Morgenausgabe); 29 × 20 cm (Abendausgabe)
- 1871–1874: 28 × 18 cm

Einmalige Ausgabe – wöchentlich erschienen
- ab 1875 41 × 26,5 cm
- ab 19. März 1933 40 × 27 cm

Dreimalige Ausgabe – 3 × wöchentlich erschienen
- 41 × 26,5 cm
- 1873–1874 28 × 18,5 cm

## Einmalige Ausgabe

### Impressum
- bis 28. Dezember 1906: Franz Schuch (Hrsg., bis 20. September 1877 auch Eig.);
- bis 17. Juli 1908: St. Josefsverein (Hrsg.);
- bis 18. April 1909: August Kemetter (Hrsg.);
- bis 25. September 1910: Josef Gschwendtner (Hrsg.);
- bis 1. Dezember 1929: Hans Bösbauer (Hrsg.);
- bis 25. Oktober 1931: Paul Bösbauer (Hrsg.);
- zuletzt: Paul Bösbauer & Co., Druck- u. Verlagsges.m.b.H., verantw. F. Sailer (Eig., Hrsg., Verl.)

### Redakteure
- Chefredakteur bis 1. Dezember 1929: Hans Bösbauer (Chefredakteur)
- bis 25. Oktober 1931: Paul Bösbauer (Chefredakteur)
- bis 18. Januar 1872: J. W. Wachalla;
- bis 4. Juni 1873: W. Formann;
- bis 26. März 1874: Josef Wolf;
- bis Juni 1874: W. Formann;
- bis 1. Juli 1875: A. Stára;
- bis 24. Oktober 1878: Anton Steiner;
- bis 16. September 1880: Fr. Ruthner;
- bis 18. Dezember 1884: J. Zierer;
- bis 6. Januar 1892: F. Doll;
- bis 15. November 1893: Johann Dörfler;
- bis 2. August 1907: Franz Eichert, C. Stoppel i. V.;
- bis 1. August 1908: Ludwig Herwei;
- bis 3. November 1918: Josef Gschwendtner;
- bis 2. Oktober 1927: Josef Faschalek;
- bis 20. Mai 1928: Josef Gschwendtner;
- bis 25. Oktober 1931: Josef Mender;
- bis 14. Februar 1932: Wilhelm Stieglitz;
- zuletzt Ferdinand Sailer.

### Drucker
- bis 13. November 1884: F. Eipeldauer & Comp.;
- bis 12. September 1889: St. Norbertus, Buch- und Kunstdruckerei, verantw. Leitung: Joseph Vogl;
- bis 17. August 1899: Buchdruckerei Austria, Drescher & Comp.;
- bis 10. Januar 1915: St. Norbertus, Buch- und Kunstdruckerei;
- bis 25. Oktober 1931: Die Neue Zeitungs-Druckerei Ges.m.b.H., verantw. Leitung bis 17. Februar 1923: Karl Stoppel, ab 25. Februar 1923: Ferdinand Sailer;
- zuletzt: Paul Bösbauer & Co., Druck- u. Verlagsges. m.b.H., verantw. Leitung: F. Sailer.

## Dreimalige Ausgabe

### Impressum
- bis 20. August 1889: Fr. Schuch (Hrsg., bis 16. September 1877 auch Eig.);
- 23. August 1889 bis 30. Dezember 1906: Franz X. Schuch (Hrsg.);
- bis August 1907: St. Josefsverein (Hrsg.)

### Redakteure
- bis 1. Dezember 1872: Albert Wiesinger;
- bis 4. Juni 1873: W. Formann;
- bis 29. März 1874: Josef Wolf;
- bis Juni 1874: W. Formann;
- bis 1. Juli 1875: A. Stára;
- bis 1. November 1878: Anton Steiner;
- bis 24. September 1880: Fr. Ruthner;
- bis 19. Dezember 1884: J. Zierer;
- bis 8. Januar 1892: F. Doll;
- bis 14. November 1893: Johann Dörfler;
- bis 2. August 1907: Franz Eichert;
- 10. August bis 8. September 1898: C. Stoppel i. V.;
- 11. August bis 15. September 1899 und 18. Juli bis 21. September 1900 sowie 24. Juli bis 1. September 1901: H. Langer i. V.;
- 14. August bis 19. September 1902 und 29. Juli bis 18. September 1903 sowie 29. Juli bis 14. September 1904: Jacob Rath i. V.;
- 28. Juli bis 17. September 1905: Franz Sedlmayer i. V.;
- 25. Juli bis 16. September 1906: Jacob Rath i. V.;
- 4. August bis 30. Oktober 1907: Ludwig Herwei.

### Drucker
- bis 26. November 1884: Schnellpressendruck v. Franz Eipeldauer & Comp.;
- Dezember 1884 bis 15. September 1889: St. Norbertus Buch- u. Kunstdruckerei;
- 18. September 1889 bis 20. August 1899: Buchdruckerei Austria, Drescher & Comp.;
- sodann: St. Norbertus Buch- u. Kunstdruckerei.